# Giovanni Zaratino Castellini
Giovanni Zaratino Castellini (Rome, 1570 – Faenza, 1641) was een Italiaans verzamelaar en schrijver. Hij is vooral bekend vanwege de door hem verzorgde heruitgave in 1625 van Cesare Ripas embleemboek Iconologia.

## Levensloop
Hij was een zoon van Giovanni Paolo di Faenza, medewerker van de Romeinse Curie en belangenbehartiger van veel Duitse vorsten. Zijn moeder, die niet bij naam bekend is, was verwant aan kardinaal Philibert Babou de la Bourdaisière. Omdat Zaratino verwijst naar de havenstad Zadar in Dalmatië en niet naar de geboorteplaats van zijn vader, was hij mogelijk een buitenechtelijk kind.
Hij volgde eerst een opleining bij de paters jezuïeten van het Collegio Romano. Hoewel hij vooral interesse had in de klassieke oudheid, dwong zijn vader hem rechten te studeren. Toen zijn ouders zich in 1590 van het openbare leven terugtrokken en weer terugkeerden naar Faenza, kon Castellini zich volledig aan de studie van de oudheid wijden. Daarbij specialiseerde hij zich in de epigrafie, de studie van oude opschriften, waarvan hij een rijke verzameling bijeenbracht. Veel van deze opschriften gebruikte hij in 1625 in zijn heruitgave van Cesare Ripas Iconologia, die hij Novissima Iconologia noemde.
Hij had goed contact met een groep geleerden rondom Filippus Neri, onder wie Antonio Bosio en Alfonso Chacón. Van groot belang was ook zijn vriendschap met graaf Gabriele Gabrielli, die hem in 1599 een aantal opschriften uit Gubbio schonk. In 1605 verhuisde hij naar Faenza, waar hij in 1641 overleed.
Zijn verzameling raakte na zijn dood verspreid. Wel zijn enkele beschrijvingen in manuscript bewaard gebleven. De tekst "Ego Io. Zaratinus Castellinius vidi et descripsi" (ik, Giovanni Zaratinus Castellini, heb [dit] gezien en beschreven) die Castellini bij dergelijke beschrijvingen plaatste is tot op de dag van vandaag een garantie voor echtheid van de betreffende inscriptie. Buiten Italië werd zijn naam bekend, omdat voor de Franse, Nederlandse en Duitse vertaling van Ripas Iconologia gebruik werd gemaakt van de heruitgave door Castellini.
- Bibliothèque nationale de France: cb12329210d (data)
- Gemeinsame Normdatei: 118994379
- International Standard Name Identifier: 0000 0000 7140 6455
- Library of Congress Control Number: nr2002002679
- Nationale Bibliotheek van Tsjechië: mzk2009532734
- Nederlandse Thesaurus van Auteursnamen: 087808153
- RKD-Nederlands Instituut voor Kunstgeschiedenis: 253559
- Istituto Centrale per il Catalogo Unico: BVEV068260
- Système universitaire de documentation: 06852806X
- Virtual International Authority File: 24672406
- WorldCat: E39PBJB8t4pGQ4dQkdYPCQXyBP

1. ↑  Dizionario Biografico degli Italiani; geraadpleegd op: 18 maart 2023; DBI-identificatiecode: giovanni-zaratino-castellini.